# Oak Grove (Arkansas)
Oak Grove – miasto w Stanach Zjednoczonych, w stanie Arkansas, w hrabstwie Carroll.